# Svend Holm
Svend Holm (født 25. oktober 1895 på Frederiksberg i København, død 24. august 1985 i Rødovre) var en dansk fodboldspiller og læge.
I sin klubkarriere spillede Holm i Akademisk Boldklub 1914-1927, som han vandt det danske mesterskab med i 1919 og 1921.
Holm spillede en enkelt landskamp for Danmark: mod Sverige i Stockholm 1919.